# Riwoqê
Riwoqê (chữ Tạng: རི་བོ་ཆེ་རྫོང་; Wylie: ri bo che rdzong; ZWPY: Riwoqê Zong; tiếng Trung: 类乌齐县, Hán Việt: Loại Ô Giới huyện) là một huyện của địa khu Qamdo (Xương Đô), khu tự trị Tây Tạng, Trung Quốc. Huyện nằm ở tỉnh Kham cũ, Tu viện Riwoqê nằm trên địa bàn huyện và là trung tâm của Taklung Kagyu, một trong bốn trường hàng đầu của phái Kagyu.

### Trấn
- Tang Đa (桑多镇)
- Lọa Ô Tề (类乌齐镇)

### Hương
| - Cát Đa (吉多乡) - Cương Sắc (岗色乡) - Tân Đạt (滨达乡) - Khải Mã Đa (卡玛多乡) | - Thượng Khải (尚卡乡) - Y Nhật (伊日乡) - Gia Tang Khải (加桑卡乡) - Trường Mao Lĩnh (长毛岭乡) |